# Яланское
Яланское — село в Сафакулевском районе Курганской области. Административный центр Яланского сельсовета.

## География
Расположено на реке Чумляк, в 8 км к востоку от районного центра села Сафакулево.

## История
Основано в 1928 году как центральная усадьба Яланского зерносовхоза.

## Население
| 1989 | 2002 | 2010 |
| ---- | ---- | ---- |
| 796  | ↘701 | ↘599 |

Национальный состав
Согласно результатам Всероссийской переписи населения 2002 года, в национальной структуре населения русские составляли 50 %, башкиры — 37.